# Stehenní kost

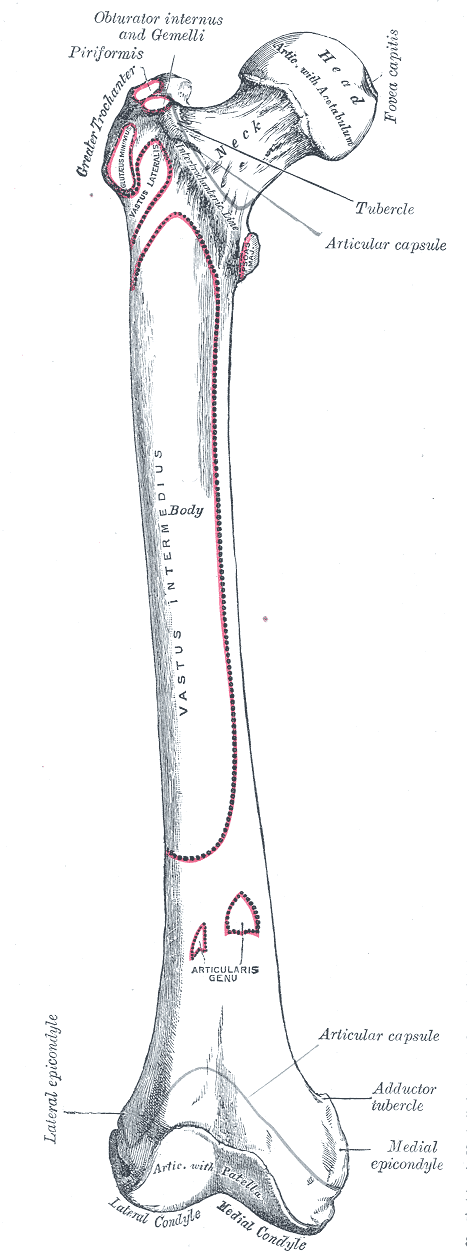
Stavba stehenní kosti

Stehenní kost (latinsky: femur nebo os femoris) je nejdelší kost lidského těla, která však snese velké zatížení. I přes svou velikost je poměrně lehká. Jedná se o párovou kost. Tvoří v lidském organismu stehno. Nasedá v kyčelním kloubu tak, že kulovitý čep kosti stehenní zapadá do jamky kloubu kyčelního, jedná se o kloub kulový s omezením. Končí kolenním kloubem.
Jako každá kost je tvořena pojivem – kostní tkání. Skládá se z kostních buněk, bílkovin, solí vápníku a fosforu. Ve střední části je vyplněna žlutou dření, ta je rezervou v situacích, kdy dojde k vyčerpání tělesného tuku. Při nedostatku červených krvinek se může žlutá kostní dřeň přeměnit na červenou, která posléze produkuje erytrocyty.

## Stavba kosti

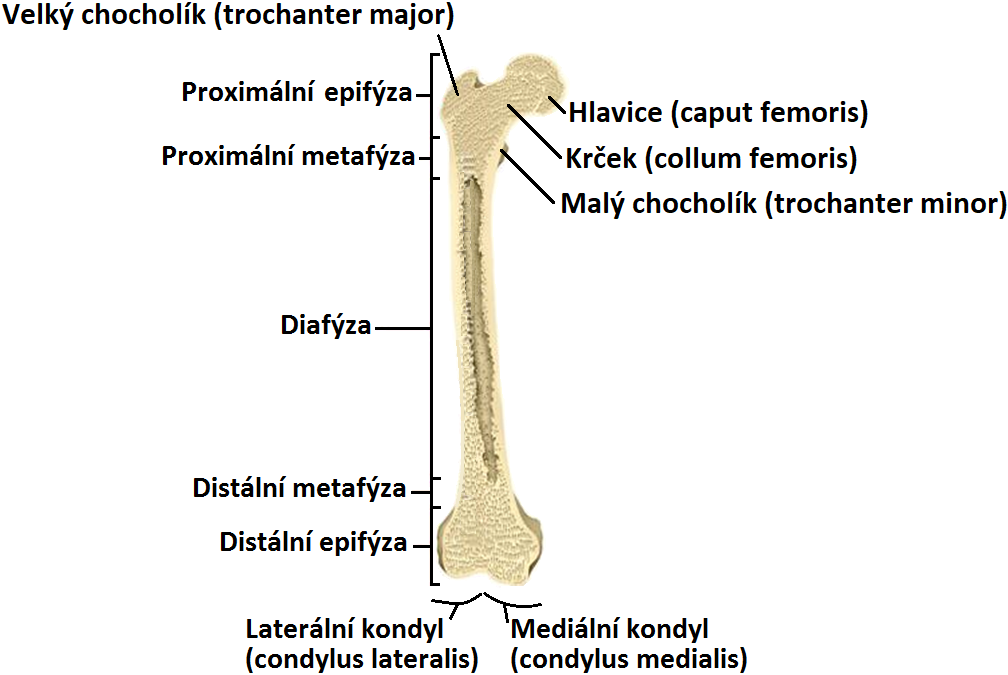
Femur a jeho základní české a latinské názvosloví. Zdroj

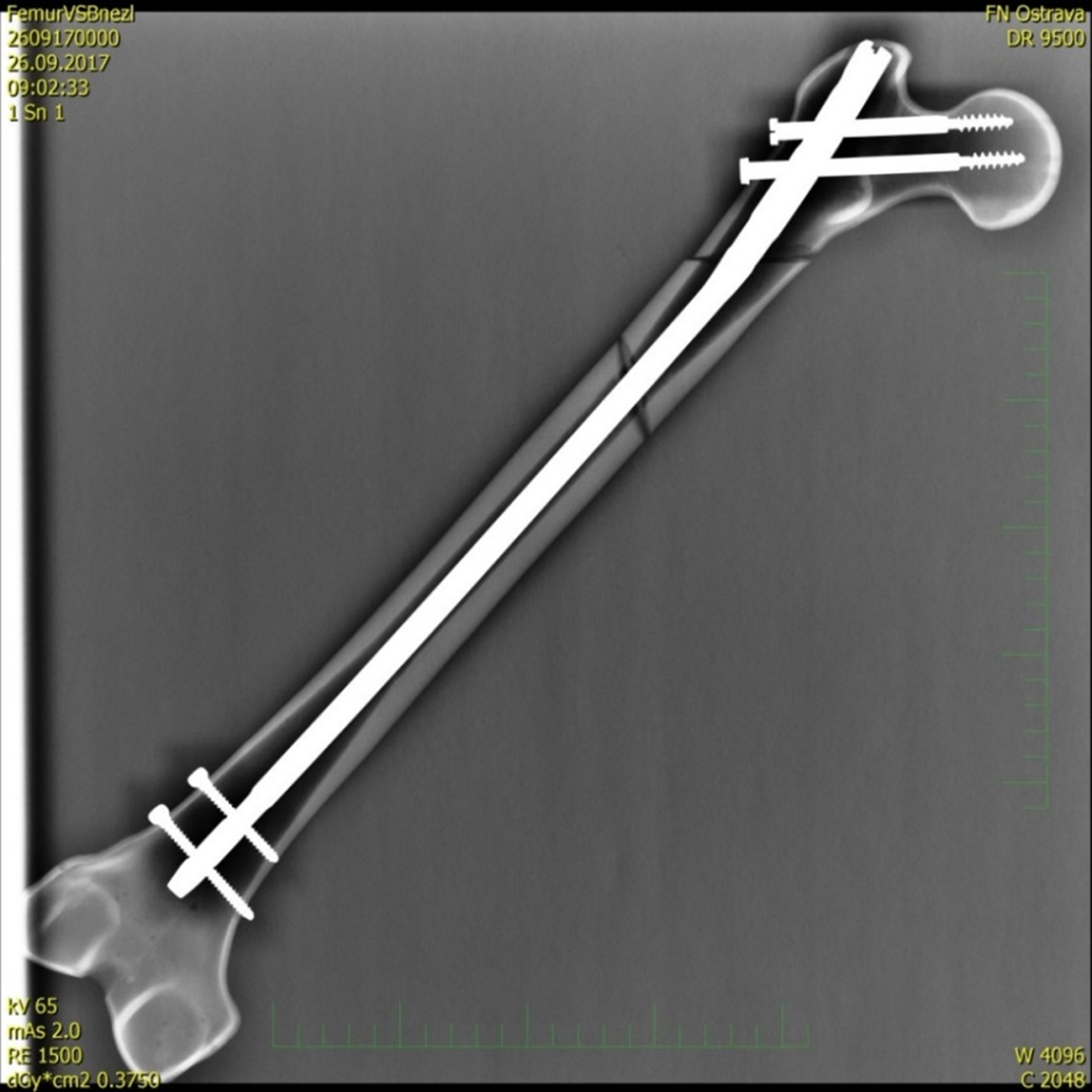
Rentgenový snímek - Stehenní kost vyrobená z plastů s uměle vytvořenou 3 fragmentovou zlomeninou a umístěným intramedulárním hřebem. Zdroj

- caput femoris
- collum femoris
- trochanter major
- trochanter minor
- condylus lateralis
- condylus medialis
- další části

## Zlomeniny stehenní kosti
Zlomeniny stehenní kosti se, dle závažnosti, léčí konzervativně nebo chirurgicky pomocí zevní fixace nebo vnitřní fixace. Diagnóza zlomeniny je hlavně radiologická.

## Doplňující informace
Existuje podobnost (homologie) lidského a zvířecího femuru.
Femur a jeho zlomeniny, jsou také důležitým cíleným výzkumem oboru medicíny a biomechaniky. Pro praktické potřeby laboratorních výzkumů také existují anatomické modely femuru z umělé hmoty.